# Matthew Porretta
Matthew Charles Porretta (Darien (Connecticut), 29 mei 1965) is een Amerikaans acteur. 

## Biografie
Porretta is opgegroeid in een echt showbusinessfamilie. Zijn vader is een groot operazanger en acteur, en zijn moeder is een zangeres en was in 1956 miss Ohio. Porretta wilde altijd in de showbusiness aan de slag en toen hij 25 was trad hij al op voor publiek op Broadway en studeerde op Manhattan School of Music in New York. Hierna begon hij te acteren voor tv en is bekend van zijn rol in de televisieserie Beverly Hills, 90210 als Dan Ruben (1993). Ook speelde hij in de televisieserie The New Adventures of Robin Hood als Robin Hood (1996 t/m 1998). Daarnaast speelde hij in nog meer televisieseries en televisiefilms.

## Filmografie

### Films
Uitgezonderd korte films.
- 2016 Wolves - als coach Williams
- 2003 Dream Warrior – als Caleb
- 1999 Kate’s Addiction – als Dylan Parker
- 1999 Desperate But Not Serious – als Gene
- 1995 Dracula: Dead and Loving It – als inspecteur
- 1993 Robin Hood: Men in Tights – als Will Scarlet O’Hara

### Televisieseries
Uitgezonderd eenmalige gastrollen.
- 2015 Deadbeat - als Crosby - 4 afl.
- 1996 – 1998 The New Adventures of Robin Hood – als Robin Hood – 27 afl.
- 1993 Beverly Hills, 90210 – als Dan Rubin – 10 afl.

### Computerspellen
- 2020 Control: AWE - als dr. Casper Darling / Alan Wake
- 2020 Control: The Foundation - als dr. Casper Darling / Alan Wake
- 2019 Control - als dr. Casper Darling / Alan Wake
- 2018 Red Dead Redemption II - als lokale voetganger
- 2016 Quantum Break - als Alan Wake
- 2013 Grand Theft Auto V - als lokale populatie
- 2013 The Bureau: XCOM Declassified - als stem
- 2012 Alan Wake's American Nightmare - als Alan Wake
- 2009 Alan Wake – als Alan Wake

- Gemeinsame Normdatei: 137355831
- International Standard Name Identifier: 0000 0003 7195 3661
- Library of Congress Control Number: no2007040078
- MusicBrainz: ed6e2fda-7ea3-47e9-9fc3-fc96cfb3c680
- Virtual International Authority File: 39150711
- WorldCat: E39PBJk943cYDJpkMhWdkDRtKd